# Bernd Busemann
Pour les articles homonymes, voir Busemann.
Bernd Busemann, né le 5 juin 1952 à Dörpen, est un homme politique allemand membre de l'Union chrétienne-démocrate d'Allemagne (CDU).
Il est élu pour la première fois au Landtag de Basse-Saxe en 1994. Lors de l'arrivée au pouvoir de la coalition noire-jaune de Christian Wulff en 2003, il est nommé ministre de l'Éducation, puis passe au ministère régional de la Justice lors de la reconduction de la coalition à la suite des élections de 2008. Il est confirmé dans ses fonctions en 2010, quand Wulff est remplacé par David McAllister. Il est président du Landtag de 2013 à 2017.

## Éléments personnels

### Formation et carrière
Il passe son Abitur en 1972 à Papenburg, puis accomplit pendant deux ans son service militaire dans la Bundeswehr à Buxtehude. Il entreprend ensuite des études supérieures de droit à l'université de Cologne, obtenant son premier diplôme juridique d'État en 1979, et effectue un stage à la cour supérieure régionale d'Oldenbourg, à l'issue duquel il obtient, en 1982, son second diplôme juridique.
Il s'installe aussitôt comme avocat, y ajoutant la profession de notaire en 1985.

## Carrière politique

### Au sein de la CDU
Il adhère à l'Union chrétienne-démocrate d'Allemagne (CDU) en 1971, et prend la tête de la fédération du parti dans la région d'Aschendorf-Hümmling, qui fait partie de l'arrondissement du Pays de l'Ems, en 1987.

### Au sein des institutions
Il est élu député régional au Landtag de Basse-Saxe dans la circonscription de Papenburg lors des élections de 1994. À la suite des élections régionales de 1998, il est désigné vice-président du groupe de la CDU.
Le 4 mars 2003, à la suite de la nette victoire de la CDU et du Parti libéral-démocrate (FDP) aux élections régionales du 2 février, Bernd Busemann est nommé ministre de l'Éducation de Basse-Saxe dans la coalition noire-jaune du chrétien-démocrate Christian Wulff. La coalition ayant été reconduite au pouvoir aux élections régionales du 27 janvier 2008, il devient, le 26 février suivant, ministre de la Justice en remplacement d'Elisabeth Heister-Neumann, devenue ministre de l'Éducation.
Il est maintenu dans ses fonctions lorsque le président du groupe CDU, David McAllister, succède à Wulff comme Ministre-président du Land, le 1er juillet 2010.
Le 19 février 2013, il est élu président du Landtag, tandis que l'écologiste Antje Niewisch-Lennartz lui succède au ministère de la Justice.